# Hans Christmann
Hans Christmann (* 6. Juni 1922; † unbekannt) war ein deutscher Fußballspieler.

## Karriere
Hans Christmann spielte von 1946 bis 1951 für den 1. FC Kaiserslautern in der Oberliga Südwest. 1948 wurde der FCK Deutscher Vizemeister, woran Christmann großen Anteil hatte. Nach dem Gewinn der Oberliga-Meisterschaft trug er zunächst mit zwei Toren zum Gewinn der französischen Zonenmeisterschaft bei und war in der Endrunde um die deutsche Meisterschaft ebenfalls mit zwei Toren erfolgreich. Auch im Endspiel war er in der Startaufstellung, das Spiel wurde allerdings mit 1:2 Toren gegen den 1. FC Nürnberg verloren.
In der Meistersaison 1950/51 spielte Christmann keine große Rolle mehr. Fünfmal wurde er in jener Saison in der Oberliga eingesetzt, in der DM-Endrunde kam er gar nicht zum Einsatz.
Danach verließ er den FCK und wechselte zum Stadtrivalen VfR Kaiserslautern. Dort brachte er es bis 1955 auf 87 Oberligaspiele (9 Tore).